# Шопоту-Ноу
Шопоту-Ноу (рум. Șopotu Nou) — село у повіті Караш-Северін в Румунії. Входить до складу комуни Шопоту-Ноу.
Село розташоване на відстані 337 км на захід від Бухареста, 53 км на південь від Решиці, 115 км на південний схід від Тімішоари.

## Населення
За даними перепису населення 2002 року у селі проживали 334 особи. Усі жителі села рідною мовою назвали румунську.
Національний склад населення села:
| Національність | Кількість осіб | Відсоток |
| -------------- | -------------- | -------- |
| румуни         | 322            | 96,4%    |
| цигани         | 12             | 3,6%     |